# Juatama

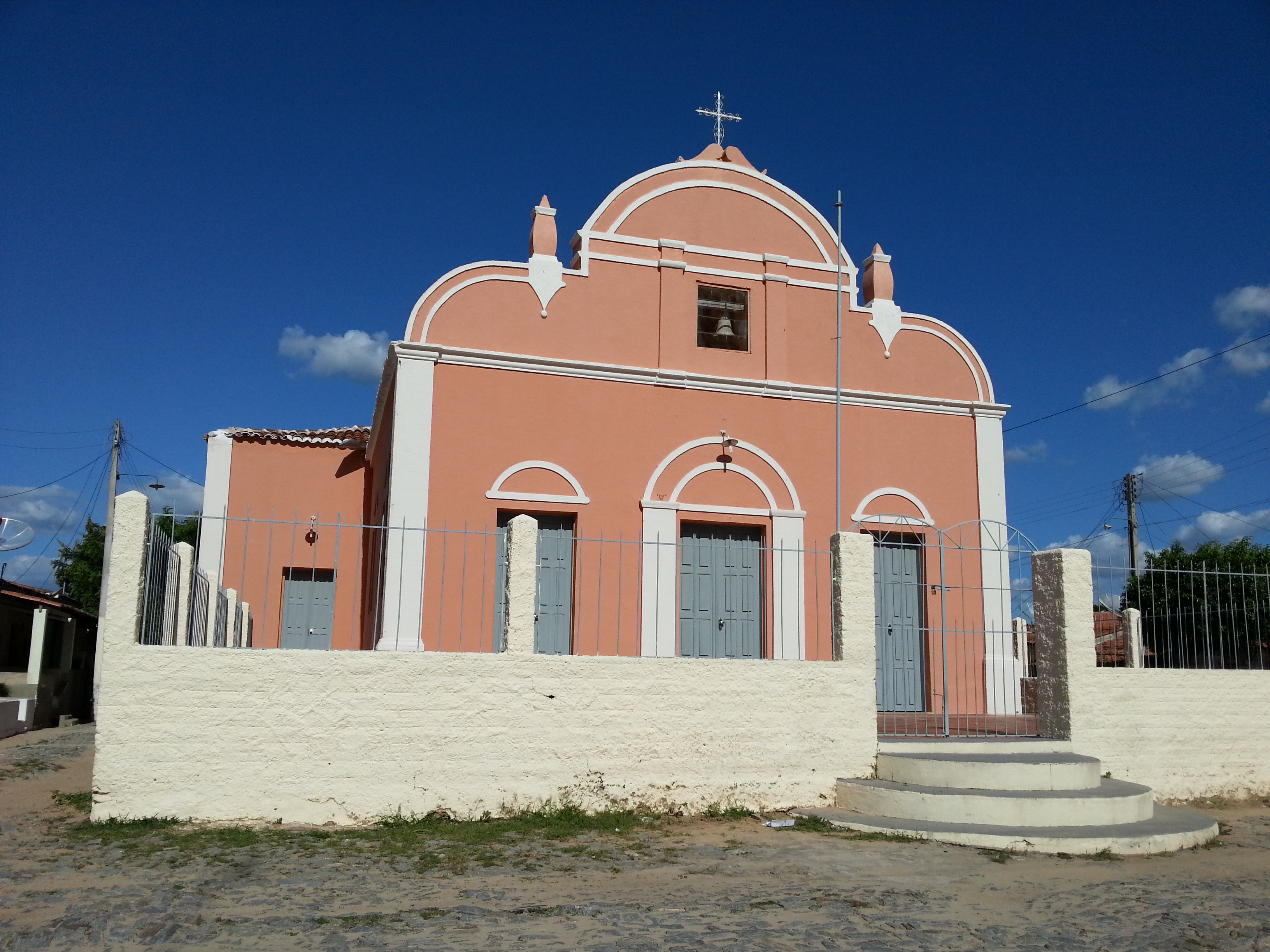
Capela de Nossa Senhora do Perpétuo Socorro no distrito de Juatama, inaugurada em junho de 1920

Juatama é um distrito do município de Quixadá, Ceará cuja vila esta situada a 18 km da sede municipal Sua população estimada para o ano de 2013 pelo IBGE foi de 2.915 habitantes e 644 famílias.

## Toponímia
Sua primeira denominação foi Juá, que é uma árvore abundante na região, depois passou a se chamar Floriano Peixoto passando depois, através do Decreto-Lei Estadual nº 1.114, de 30 de dezembro de 1943, a Juatama, que na língua indígena quer dizer lugar dos juás.

## História

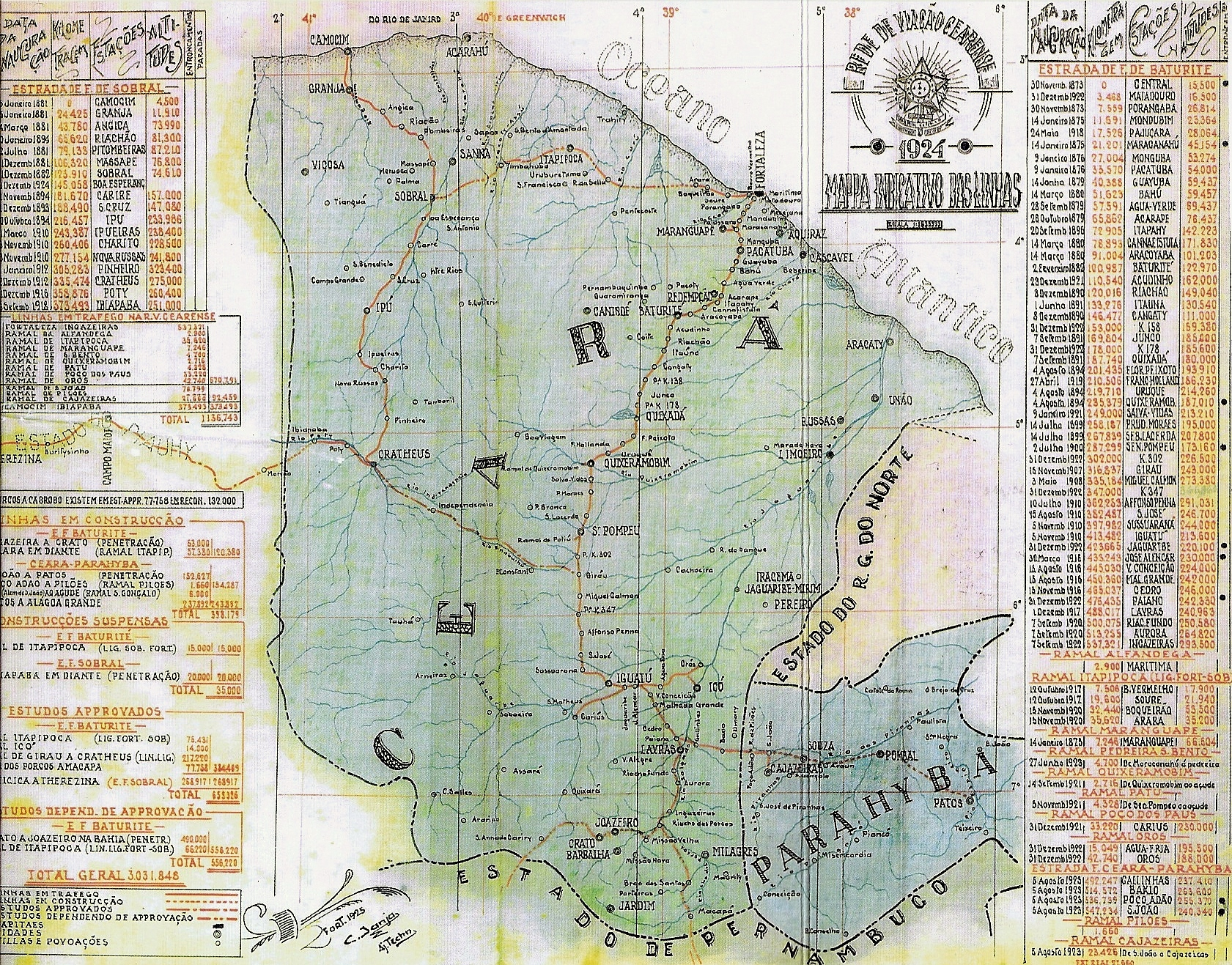
Mapa de 1924 da Rede de Viação Cearense com as estradas existentes e as planejadas no qual aparece a "Estação Floriano Peixoto"

Sua origem remonta à construção de uma estação da linha férrea chamada "linha-tronco" ou "linha sul" construída e inaugurada em 1891 pertencente à Rede de Viação Cearense, a partir da estação a vila de Juatama surge e cresce às margens da estrada de ferro. Sua primeira rua chamava-se rua da Estação, hoje Rua Joaquim Medeiros.
Por volta de 1925 a vila toma crescimento com a construção da Capela de Nossa Senhora do Perpétuo Socorro, construída por Elpídio Dantas em terreno doado por Manoel Filgueiras. Inaugurada pelo padre João Lucas Heuser, vigário da paróquia de Quixadá, na época. A festa de inauguração aconteceu na manhã do dia 16 de Junho de 1920 e contou com presença de centenas de fiéis, dentre eles, o prefeito de Quixadá Dr. Nilo Tabosa Freire. Desenvolve-se a partir deste momento, a casa paroquial, a padaria do Senhor Raimundo Peixoto e a sapataria do Senhor Antero. Sua elevação à condição de distrito ocorreu em 1933, com decreto-lei estadual n° 1.156 de 04 de dezembro de 1933 com o nome de Floriano Peixoto.

## Economia
A economia está baseada principalmente nas culturas de subsistência , criação de gado leiteiro, ovino e caprinocultura, além da avicultura, e assim, como os demais distritos, nos salários funcionalismo público municipal e nas aposentadorias e em programas assistenciais do governo federal. Uma maior crescimento econômico ocorreu a partir de agosto de 2008 quando foi inaugurada a 3 km da sede do distrito uma unidade de produção de biodiesel pertencente à Petrobras Biocombustível, subsidiária da Petrobras. A usina tem capacidade para produção de 57 milhões de litros por ano a partir de óleos vegetais brutos de mamona e girassol plantados em 161 municípios cearenses e de 32 municípios do Rio Grande do Norte.
O distrito possui belas paisagens devido a existência de monólitos que o cercam.  Entre estes a Serra do Urucum. A estação ferroviária de Juatama e a paisagem do distrito foram cenários do filme nacional “O Cangaceiro Trapalhão" (1983), que teve a participação do humorista Renato Aragão.